# 5-ös busz (Mosonmagyaróvár)
A mosonmagyaróvári 5-ös számú autóbusz a Vasútállomás és a Tündérfátyol utca, lovasiskola megállóhelyek között közlekedik. A vonalat a Volánbusz üzemelteti.

## Közlekedése
Csak munkanapokon közlekedik.

## Útvonala
| Tündérfátyol utca, lovasiskola felé | Vasútállomás felé |
| --- | --- |
| Vasútállomás – Hild János tér – Soproni utca – József Attila utca – Szent István király út – Magtár utca – Aranyossziget utca – Mosonyi Mihály utca – Károly út – Móra Ferenc utca – Szent István király út – Fő út – Pozsonyi út – Feketeerdei út – Ujhelyi Imre utca – Várallyai György utca – Halászi út – Tűzliliom utca – Szellőrózsa utca – Tündérfátyol utca – Tündérfátyol utca, lovasiskola | Tündérfátyol utca, lovasiskola – Tündérfátyol utca – Kálnoki út – Halászi út – Cserháti Sándor utca – Deák Ferenc tér – Fő út – Szent István király út – Móra Ferenc utca – Károly út – Mosonyi Mihály utca – Aranyossziget utca – Magtár utca – Szent István király út – József Attila utca – Soproni utca – Hild János tér – Vasútállomás |

## Megállóhelyei
Az átszállási kapcsolatok között az Autóbusz-végállomás és a Tündérfátyol utca között közlekedő 5A busz nincs feltüntetve!
| 0  | Vasútállomás                                                          | 16 | 1, 1B, 1K, 2, 4, 4A, 4H, 6, 7, 8           | Mosonmagyaróvár Hild János tér |
| 1  | József Attila utca                                                    | 15 | 1, 1B, 1K, 2, 4, 4H, 6, 8                  | |
| 2  | Kühne gyár                                                            | 14 | 1, 1B, 1K, 2, 3, 3K, 4, 4H, 6, 8           | Kühne gyár |
| 4  | Kertész utca (Korábban: Aranyossziget utca, Kertész utca)             | 12 | 4, 4H                                      | Kaiser Food Kft., Szent János plébániatemplom, Huszár Gál Városi Könyvtár |
| 5  | Aranyossziget utca, Duna utca                                         | 11 | 4, 4H                                      | Szent Rozália kápolna |
| 6  | Mosonyi Mihály utca, rendelő                                          | 10 | 4, 4H                                      | Rendelő, Izraelita temető |
| 7  | Károly út, Móra Ferenc utca                                           | 9  | 2, 4, 4H                                   | |
| 8  | Móra Ferenc utca, iskola                                              | 8  | 4, 4H                                      | Móra Ferenc lakótelep, Református templom, Móra Ferenc Általános Iskola, Hunyadi Mátyás Szakképző és Szakközépiskola, Mosonvármegyei Múzeum                                                  |
| 9  | Móra Ferenc lakótelep                                                 | 7  | 1, 1B, 1K, 3, 3K, 4, 4H, 6                 | Móra Ferenc lakótelep, Református templom, Móra Ferenc Általános Iskola, Hunyadi Mátyás Szakképző és Szakközépiskola, Mosonvármegyei Múzeum                                                  |
| 11 | Evangélikus templom                                                   | 6  | 1, 1B, 1K, 3, 3K, 4, 4A, 4H, 5H, 5K, 5R, 6 | Karolina Kórház és Rendelőintézet, Evangélikus templom, Régi Vámház tér, Városkapu tér, ÁNTSZ, Bolyai János Informatikai és Közgazdasági Szakgimnázium, Mosonmagyaróvári Járásbíróság, Posta |
| 12 | Városháza                                                             | 4  | 1, 1B, 2, 3, 4, 4A, 4H, 5H, 5K, 5R, 6      | Városháza, Deák Ferenc tér, Posta, Óvári Szűz Mária Királynő és Szent Gotthárd templom, Óváros                                                                                               |
| 13 | Pozsonyi út, Béke utca                                                | ∫  | 1B, 4, 5K, 5R                              | |
| 15 | Feketeerdei elágazás                                                  | ∫  | 1B, 4, 5K, 5R                              | |
| 16 | Ujhelyi Imre utca 91. (Korábban: Ujhegyi Imre utca 91. (tangazdaság)) | ∫  | 4                                          | |
| 17 | Ujhelyi Imre utca, iskola                                             | ∫  | 4                                          | Ujhegyi Imre Általános Iskola |
| 18 | Füzes utca                                                            | ∫  | 4                                          | |
| 19 | Várallyai György utca                                                 | ∫  | 4                                          | |
| 21 | Kálnoki út                                                            | ∫  | 5H, 6                                      | |
| 22 | Halászi út, Gyöngyös lakótelep                                        | ∫  | 5H, 6                                      | |
| 23 | Szellőrózsa utca (Korábban: Tűzliliom utca, Szellőrózsa utca)         | ∫  | 4, 4H                                      | |
| 24 | Tárnics utca                                                          | ∫  | 4, 4H                                      | Strand |
| ∫  | Egyetem                                                               | 3  | 5H, 6                                      | Széchenyi István Egyetem Mezőgazdaság- és Élelmiszertudományi Kar, Mosonmagyaróvári Vár, Szent Anna kápolna                                                                                  |
| 25 | Tündérfátyol utca, lovasiskola                                        | 0  | 4                                          | Lovasiskola |